# 18801 Ноеллоес
18801 Ноеллоес (18801 Noelleoas) — астероїд головного поясу, відкритий 10 травня 1999 року.
Тіссеранів параметр щодо Юпітера — 3,518.